# Emmanuel Sabbi
Emmanuel Afriyie Mario Sabbi (ur. 24 grudnia 1997 w Schio) – amerykański piłkarz pochodzenia ghańskiego z obywatelstwem włoskim występujący na pozycji skrzydłowego lub napastnika, reprezentant Stanów Zjednoczonych, od 2025 roku zawodnik kanadyjskiego Vancouver Whitecaps.
Jego rodzice pochodzą z Ghany. On sam urodził się we Włoszech, skąd przeniósł się do Stanów Zjednoczonych.